# Pankix
Pankix je pražská indie rocková kapela.

## Členové
- Sanela Radovič – zpěv
- Marcela Adamusová – housle
- Jaroslav Kubr – kytara
- Marek Muller – sampling
- Marek Peniška – bicí
- Pavel Sachr - baskytara

## Diskografie

### Řadová alba
- Dvacet dva, EP (2022)
- V tabletách (2017)
- Taste me (2012)
- Touch me, EP (2008)
- Moment (2004)

### Dema
- Promo (2005)
- Promo (2004)
- Spýchnem, (2003)
- Zkušebna (2003)
- Na měsíc (2002)

## Hudební soutěže
- Skutečná liga 2006:
  - 1. místo - hlasování poroty
- YouTube Fest 2012
  - 2. místo
- Rock Nymburk 2006:
  - 1. místo - hlasování poroty
  - 1. místo - hlasování diváků
- RockFest Dobříš 2010
  - 1. místo - hlasování diváků